# Manfred Weinert
Manfred Weinert (* 23. August 1934 in Gatow, Kreis Angermünde; † 26. Februar 2012 in Frankfurt (Oder)) war ein deutscher Schriftsteller, der Erzählungen und Romane sowohl für Erwachsene als auch für Kinder und Jugendliche schrieb.

## Leben
Manfred Weinert wurde im heutigen deutsch-polnischen Grenzgebiet geboren. Seine Eltern waren arme Landarbeiter, die jedes Jahr von Ostpreußen ins Märkische zogen, um als Schnitter für ihr Einkommen zu sorgen. 1938 wurde die Familie in Müncheberg in der Mark Brandenburg sesshaft. In Müncheberg besuchte Weinert die Volksschule, anschließend die Oberschule in Waldsieversdorf. Nach Abschluss der zehnten Klasse verrichtete er einen Ehrendienst bei der Deutschen Volkspolizei. Danach war er als Heizer, Sachbearbeiter in der Sozialversicherung, Aushilfslohnbuchhalter, Handelsinstrukteur und Disponent im Raum Frankfurt (Oder) tätig. Als 18-Jähriger scheiterte in Berlin sein parteipolitischer Einstieg als Kandidat der SED, da er den um Josef Stalin betriebenen Personenkult als solchen benannte und kritisierte.
1953 heiratete er die Gärtnergesellin Gerda Birkner in Heinersdorf bei Müncheberg, wo sie 1956 hinzogen. 1954, 1958, 1962 und 1966 kamen ihre vier Kinder, zunächst ein Sohn, dann drei Töchter, zur Welt. In zwei Lehrgängen erwarb Manfred Weinert am Institut für Lehrerbildung in Leipzig zwischen 1954 und 1959, als er in Müncheberg praktische Erfahrungen als Heimerzieher sammelte, die dafür erforderliche Staatliche Abschlussprüfung. 1959 nahm er die Leiterstelle am Jungeninternat der Erweiterten Oberschule (EOS) in Beeskow (Bezirk Frankfurt (Oder)) an, was einen erneuten Umzug der Familie erforderlich machte. Manfred und Gerda Weinert unternahmen in dieser Lebensphase ihre ersten literarischen Versuche unter Anleitung der Arbeitsgemeinschaft Junger Autoren (AJA) Frankfurt (Oder) beim Schriftstellerverband der DDR (SV). Bevor sie 1964 als Mitglieder aufgenommen wurden, waren sie erst einmal nur Gäste dort. Mit Umwandlung der Arbeitsgemeinschaft in den Bezirksverband des SV war ihr Status wieder der von Gästen.
1966 trat Manfred Weinert im Neuen Deutschland als Kritiker der seiner Meinung nach die Gegebenheiten schlechtredenden, also nihilistischen, Lyrik von Sarah und Rainer Kirsch in Erscheinung. Durch den organisierten Kontakt zu den erfahrenen Schriftstellern geschult, erreichte Manfred Weinert eine höhere Qualität der Texte, die nun in der Tagespresse – hier vor allem Gedichte und Romanauszüge in der in Frankfurt (Oder) erscheinenden Tageszeitung Neuer Tag –, in Zeitschriften und in verschiedenen Anthologien im Tribüne-Verlag, im Verlag Neues Leben und bei Hinstorff zur Veröffentlichung kamen. Aufgrund seines literarischen Erfolges wurde Weinert 1971 Kandidat des Schriftstellerverbandes der DDR. Ab 1972 widmete er sich auch der Kinder- und Jugendliteratur.
Inzwischen in die SED eingetreten, verließ er 1979 die Partei. Als unmittelbare Folge bekam er Schwierigkeiten bei den Verlagen, die ihn vorher gedruckt hatten. Es erschienen vorerst keine Bücher mehr von ihm. Erst 1982, als er in den Schriftstellerverband der DDR aufgenommen worden war, wurden seine Arbeiten wieder verlegt, zwar keine im verfänglichen Erwachsenensegment, aber noch drei Jugenderzählungen, beispielsweise Brinno, Sohn des Geächteten, die zur Zeit der Germanen um deren Anführer Arminius spielt. Sein Frankfurter Schriftstellerkollege Hans Joachim Nauschütz lobte in seiner Rezension im Neuen Tag Weinerts Detailkenntnisse, empfand aber durch deren Fülle die eigentliche Geschichte „zurückgedrängt“.
Nach der Wende trat Manfred Weinert 1990 in den Verband Deutscher Schriftsteller (VS) ein und veröffentlichte wieder Erzählungen und Romane für Erwachsene, manche davon mit autobiografischem Hintergrund.

## Werke

### Prosa

#### Buchveröffentlichungen
- Und der Klapperstorch fängt Frösche, Kinderbuchverlag 1974
- Hab dich nicht so! Kurze Prosa (= Angebote). Verlag Tribüne Berlin, Berlin 1975.
- Das Endlose eines Augenblicks. Erzählung. Verlag Tribüne Berlin, Berlin 1978.
- Zur Hochzeit unterwegs. Erzählung (= Angebote). Verlag Tribüne Berlin, Berlin 1979.
- Kein Gras darüber. Romanreport. Brandenburgisches Verlagshaus, Berlin 1990, ISBN 3-327-01029-3.
- Der Verlag. Buchverlag Andrea Schmitz, Toppenstedt 2000, ISBN 3-927442-82-8.
- Abseits im Grund oder Die Vertreibung. Roman (= Bibliothek Neue Prosa). Edition Thaleia, St. Ingbert 2001, ISBN 3-924944-48-2.
- Liebe ungeliebte Zeit. Ichnogramm. Mohland-Verlag, Goldebek 2003, ISBN 3-936120-48-X.
- Der Kronzeuge. Roman (= Bibliothek Neue Prosa). Edition Thaleia, St. Ingbert 2004, ISBN 3-924944-64-4.
- Rosen in Zugluft. Erzählungen. Wiesenburg-Verlag, Schweinfurt 2004, ISBN 3-937101-13-6.
- Die Versuche der Agnetta Weiss. Roman. Battert, Baden-Baden 2006, ISBN 3-87989-410-8.
- Die Haut des Alltäglichen. Biografischer Roman. Höll Verlag, Modautal 2010, ISBN 978-3-928564-44-1.
- Körpersprache. Autobiografische Novelle. Höll Verlag, Modautal 2011, ISBN 978-3-928564-56-4.
- Ein Mann sucht seine Würde. Biografischer Roman. Höll Verlag, Modautal 2011, ISBN 978-3-928564-55-7.

#### Beiträge
- Nebel auf der Straße. In: Neue Deutsche Literatur, 12. Jg., Heft 1, Januar 1964, Neue Namen, S. 117–135.
- Der Glückskasten. In: Begegnung. Anthologie neuer Erzähler. (Auf dem Schutzumschlag: Neue Erzähler im Hinstorff Verlag.) Joachim Schmidt (Hrsg.), Hinstorff Verlag, Rostock 1969, S. 245–251.
- Klavierkonzert. In: Verflixte Gedanken. Prosa schreibender Arbeiter. Herausgegeben im Auftrage des Bundesvorstandes des FDGB von Hans Schmidt, Wolfgang Himmelreich, Anita Baldauf. Verlag Tribüne Berlin, Berlin 1970, S. 154–156.
- Rosen in Zugluft. Erzählung. In: Neue Deutsche Literatur, 18. Jg., Heft 11, November 1970, Neue Namen, S. 153–175.
- Strafversetzt. In: Die vierte Laterne. Voranmeldung. Anthologie. Joachim Schmidt, Günter Schubert, Klaus-Dieter Sommer, Klaus Walther (Hrsg.), Mitteldeutscher Verlag, Halle (Saale) 1971, S. 63–91.
- Jubiläum. In: Wie der Kraftfahrer Karli Birnbaum seinen Chef erkannte. Neue Prosa – Neue Namen, Verlag Neues Leben, Berlin 1971, S. 252–267.
- Klavierkonzert. In: Zeitsparbuch. Prosa und Lyrik. Herausgegeben von Ingrid Jäger-Hülsmann. Verlag Tribüne Berlin, Berlin 1974, S. 77–78.
- Überrollte Angst. In: Wie Karel mit dem blauen Motorrad zu Rosa Laub flog. Zusammengestellt von den Verlagslektoren Helmut Fickelscherer, Sibylle Hentschke, Erika Lewerenz, Lotte Meyer und Klaus-Dieter Sommer. Verlag Neues Leben, Berlin 1974, S. 333–343.
- Elf gehen zweimal durchs Feuer. In: Geschichten aus dem Bataillon. Kurzprosa und Gedichte aus dem Soldatenleben. Ausgewählt von Klaus Kapinos. Militärverlag der Deutschen Demokratischen Republik, Berlin 1976, S. 97–132.
- Die das Wort lebendig halten. In: Der Franz mit dem roten Schlips. Porträts. Herausgegeben von Dieter Laux unter Mitarbeit von Jutta Zimmer. Verlag Tribüne Berlin, Berlin 1979, S. 134–149.
- Kurz vor Ende der Nachtschicht. In: Der Geschichtenkalender 1987. Dritter Jahrgang. Herausgegeben von Klaus Steinhaußen. Mit Grafiken von Wolfgang Würfel. Greifenverlag zu Rudolstadt, Rudolstadt 1987, ISBN 3-7352-0005-2, S. 234–237.
- Zwei essen aus einer Schüssel. In: Neue Deutsche Literatur. Monatsschrift für Literatur und Kritik, 37. Jg., Heft 4,  April 1989, S. 71–89.
- Die Herren ohne Gesicht. In: Eine glänzende Idee. Kriminalerzählungen. Herausgegeben von Heinz Niemann. Reiher Verlag, Berlin 1991, ISBN 3-910163-08-4, S. 110–121.
- Der Brief. In: Stimmen aus Brandenburg. Kurzgeschichten. Die besten Beiträge des Literaturwettbewerbs „Geschichte erleben – Geschichten erzählen“. Herausgegeben von Till Sailer im Auftrag des Literatur-Kollegiums Brandenburg e.V. Kiro-Verlag, Schwedt 1994, ISBN 3-929220-07-5, S. 20–27.
- Zwei essen aus einer Schüssel. In: Monika Laakes (Hrsg.): Freiheit. Anthologie 2005, Monika Laakes Verlag, Mülheim an der Ruhr 2005, ISBN 3-935482-03-5, S. ??.
- Ein steifer Nordost. In: Mohland-Jahrbuch 2005. Lyrik und Prosa, Mohland-Verlag, Goldebek 2005, ISBN 3-936120-94-3, S. ??.
- Das gesegnete Weihwasser. In: Weihnachtsgeschichten für Erwachsene. Band 1. Mohland Verlag, Goldebek 2007, ISBN 978-3-86675-049-4, S. 350–354.
- Der Fallreeptest. In: Weihnachtsgeschichten für Erwachsene. Band 2. Mohland Verlag, Goldebek 2008, ISBN 978-3-86675-080-7, S. 221–228.
- Dienst am Heiligabend. In: Weihnachtsgeschichten für Erwachsene. Band 3. Mohland Verlag, Goldebek 2009, ISBN 978-3-86675-103-3, S. 102–106.
- Das Weihnachtsgeschenk. In: Weihnachtsgeschichten für Erwachsene. Band 4. Mohland Verlag, Goldebek 2010, ISBN 978-3-86675-139-2, S. 138–142.

### Kinder- und Jugendbücher

#### Bilderbücher
- (Zusammen mit Erich Gürtzig:) Ein Blumenstrauß für Vater. Ein Bilderbuch. Der Kinderbuchverlag, Berlin 1972.
- (Zusammen mit Erich Gürtzig:) … und der Klapperstorch fängt Frösche. Eine Bilderbucherzählung. Der Kinderbuchverlag, Berlin 1974.

#### Erzählungen
- Der ewige Zweite. In: Ehrlich fährt am schnellsten… und was sonst noch passiert. Dreizehn Geschichten. Herausgegeben von Ursula Steinhaußen. Der Kinderbuchverlag, Berlin 1973, S. 101–112.
- Brückenträume. [Laut Verlagswerbung, aber nicht im Buch selbst: (= Neue Edition für junge Leute)]. Illustrationen von Gerhard Bläser. Verlag Neues Leben, Berlin 1975.
- Olaf vom Turm (= Die kleinen Trompeterbücher; Band 120). Illustrationen von Ingeborg Friebel. Der Kinderbuchverlag, Berlin 1976.
- In einer Nacht nach Orenburg (= Knabes Jugendbücherei; Band 8). Illustrationen und Umschlagentwurf von Werner Wagner. Gebrüder Knabe Verlag, Weimar 1976.
- Das Geheimnis. In: Martin und die Sonne im Schrank. Illustrationen von Werner Klemke. Verlag Junge Welt, Berlin 1978, S. 70–72.
- Danka darf in der Schule schlafen (= Knabes Jugendbücherei; Band 9). Illustrationen und Umschlagentwurf von Dagmar Schwintowsky. Gebrüder Knabe Verlag, Weimar 1979.
- Selgo. Erzählung. (= Knabes Jugendbücherei; Band 10). Illustrationen und Umschlagentwurf von Hans Wiegandt. Gebrüder Knabe Verlag, Weimar 1979.
- Das Hufeisen der Natter. Eine Familiengeschichte (= Knabes Jugendbücherei; Band 11). Illustrationen und Umschlagentwurf von Hans Wiegandt. Gebrüder Knabe Verlag, Weimar 1982.
- Brinno, Sohn des Geächteten (= Knabes Jugendbücherei; Band 12). Illustration und Umschlagentwurf von Dagmar Schwintowsky. Gebrüder Knabe Verlag, Weimar 1984.
- Rallye zu viert. Illustrationen von Fred Westphal. Kinderbuchverlag, Berlin 1989, ISBN 3-358-01597-1.

### Sachbücher
- Beeskow. Zwischen Spree und Bornower Höh’. Kiro-Verlag, Schwedt 1994, ISBN 3-929220-19-9.